# Asiat i spa't
Asiat i spa't är en svensk fars med Thomas Pettersson, Johannes Brost, Tobias Persson, Anette Bjärlestam, Peter Fridh, Anna-Karin Palmgren och Thomas Hedengran.
Regi och manus av Anders Albien.
Asiat i spa't hade premiär hösten 2006 på Halmstads stadsteater. Under våren 2007 åker farsen på turné bland annat till Lisebergsteatern och Slagthuset i Malmö. Dessutom spelas den i Växjö, Jönköping, Karlshamn och Kalmar.